# アセチルピルビン酸ヒドロラーゼ
- アセチルピルビン酸ヒドラーゼ

アセチルピルビン酸ヒドロラーゼ(Acetylpyruvate hydrolase、EC 3.7.1.6)は、以下の化学反応を触媒する酵素である。
アセチルピルビン酸 + 水{\displaystyle \rightleftharpoons }酢酸 + ピルビン酸
従って、この酵素の基質はアセチルピルビン酸と水の2つ、生成物は酢酸とピルビン酸の2つである。
この酵素は加水分解酵素、特にケトンの炭素-炭素結合に作用する酵素である。系統名は、2,4-ジオキソペンタン酸 アセチルヒドロラーゼ(2,4-dioxopentanoate acetylhydrolase)である。